# Y Wladfa
Y Wladfa (phát âm tiếng Wales: [ə ˈwladva], Thuộc địa), còn gọi là Y Wladychfa Gymreig, là những cộng đồng người Wales tại Argentina, xuất hiện từ năm 1865 và hiện diện chủ yếu ở vùng duyên hải tỉnh Chubut tại nam Patagonia.
Vào thế kỷ 19-20, chính phủ Argentina khuyến khích việc người nhập cư từ châu Âu đến để cư trú tại vùng ngoài Buenos Aires; từ năm 1856 đến 1875, 34 điểm dân cư của người nhập cư từ nhiều quốc gia được thiết lập ở Santa Fe và Entre Ríos. Ngoài điểm dân cư tại Chubut, một cộng đồng nhỏ được lập ra tại Santa Fe bởi 44 người Wales, và một nhóm khác định cư tại Coronel Suárez ở nam tỉnh Buenos Aires. Ngày nay, có hơn 50.000 người Patagonia khai nhận có gốc gác Wales.
Cộng đồng người Argentina gốc Wales tập trung tại Gaiman, Trelew và Trevelin. Chubut ước tính số người nói tiếng Wales Patagonia là 1.500, số khác đặt con số ước tính ở 5.000.